# 기시촌 (와카야마현)
기시촌(貴志村)은 와카야마현 가이소군에 있던 촌이다. 

## 역사
- 1889년 4월 1일 - 정촌제 시행에 의해 나구사군 기시촌이 성립하였다.
- 1896년 4월 1일 - 아마군, 나구사군과 합병해 가이소군이 되었다.
- 1942년 7월 1일 - 마쓰에촌, 구즈에촌, 기노모토촌과 함께 와카야마시에 편입되었다.

## 참고문헌
- 『市町村名変遷辞典』東京堂出版、1990年。